# Bullen (TV-program)
Bullen var ett ungdomsprogram som sändes i SVT under perioden 25 oktober 1987-17 april 2000. Bullen tog upp frågor som berörde ungdomar ur ett ungdomsperspektiv och diskuterade känsliga ämnen som relationer, kärlek, onani, homosexualitet och allvarligare ämnen som incest.

## Historia
När Bullen startade 1987 leddes det av Martin Timell. Han fick senare sällskap av Cissi Elwin. Efter dem har Anders Lundin, Katti Hoflin, Rickard Olsson, Minoo Bigner, Paula McManus, Calle Marthin och Nadia El-Garda med flera varit programledare för Bullen.
År 1990 mottog Bullen Aftonbladets TV-pris i kategorin "bästa program".
År 1996 tilldelades det RFSU-priset.
År 1999 blev programmet anmält till justitiekanslern på grund av att det gavs ingående råd om onani och onanitekniker till ungdomar.[källa behövs]
År 2000 lades programmet ned trots protester. Det var tätt mellan programledarbytena och redaktionen hade svårt att hålla uppe samma kvalitet. Det sista avsnittet av Bullen – "Bullen: Grand Final" – sändes 17 april 2000. I studion medverkade alla gamla programledare samt Robyn som berättade om att hon vuxit upp med Bullen. 
Bullen ersattes under år 2000 av en mängd olika kortare ungdomsprogram, däribland Vera.

## Återkommande inslag
Det klassiska inslaget i programmet Bullen var brevfilmen – en par minuter lång film, som dramatiserade ett brev som Bullenredaktionen mottagit. Efter filmen fick en panel bestående av ungdomar argumentera för hur brevskrivaren bäst skulle lösa sitt problem. Brevfilmerna föregicks alltid av frasen "Som vanligt är det inte personen i filmen som har skrivit brevet". Många amatörskådespelare debuterade i brevfilmerna.
Klassliv var en miniserie i Bullen. I varje program visades ett avsnitt av serien. Den handlade om en grupp niondeklassare och deras liv på en vanlig svensk skola. Skådespelare och artister som Kim Sulocki, Frida Hallgren och Clarissa Krabbe sågs här för första gången av en större publik. Det gjordes även en fristående fortsättning på Klassliv, Millan och Lasse, som handlar om Millan som är gravid med Stefan och vill ta sig till sin pappa i Sundsvall Lasse följer med.
Ytterligare en helt fristående serie gjordes, Skrinet.
Åren 1995 och 1996 visades serien Svarta skallar och vita nätter.